# Iglesia de Sant'Egidio (San Gillio)
La iglesia de Sant'Egidio Abate es la iglesia parroquial de San Gillio, en la ciudad metropolitana y archidiócesis de Turín formando parte del distrito pastoral de Turín Oeste.

## Historia
Ya en la época medieval existía un monasterio con una capilla anexa dedicada a Sant'Egidio, alrededor del cual surgió más tarde el pueblo de San Gillio. En la primera mitad del siglo XIV, gracias al interés de Felipe de Saboya-Acaya, se construyó una villanova que incluía también una iglesia dedicada a la Santa Cruz, que posteriormente adoptó el título de iglesia parroquial.
Este edificio sufrió daños tan graves en 1738 durante el paso de las tropas francesas que no pudo reabrirse: por ello se decidió construir la nueva iglesia parroquial en un lugar diferente, dedicada a Sant'Egidio como la antigua capilla y diseñada por Nicolis de Robilante. Este edificio, cuyos acabados fueron terminados a principios del siglo XIX, fue restaurado en 1841 con motivo de la visita del arzobispo Luigi Fransoni; en 1887, ante el aumento de la población de la localidad, se amplió la iglesia con la construcción de las dos capillas laterales que componen el crucero.
Hacia el año 2000, para adaptar el presbiterio a las normas posconciliares, se construyó el altar frente a la asamblea.

## Descripción

### Exterior
La fachada saliente convexa de la iglesia, orientada al sureste y dividida por un marco de cuerdas en dos registros, ambos marcados por pilastras, presenta en el inferior la portada de entrada a dos aguas y dos hornacinas y en el superior, flanqueada por dos volutas y coronado por un frontón semicircular, una ventana.

### Interior
El interior del edificio consta de una sola nave, dividida en tres tramos y con bóveda de cañón, a la que dan las capillas laterales y cuyos muros están jalonados por pilastras; al fondo del salón se encuentra el presbiterio, elevado por tres escalones y cerrado por el ábside semicircular  .Aquí se conservan varias obras valiosas, entre ellas el retablo del altar mayor, con el tema de los santos Egidio y Giovanni Bosco, y las dos estatuas que representan a san Antonio Abad y a san Rocco respectivamente.